# Martin Schwalb
Martin Schwalb (nascut el 4 de maig de 1963 a Stuttgart), és un exjugador d'handbol alemany que va competir als Jocs Olímpics d'Estiu de 1984 i als Jocs Olímpics d'Estiu de 1996. Actualment és l'entrenador de l'HSV Hamburg.
El 1984 va formar part de la selecció de la República Federal Alemanya que va guanyar la medalla d'argent a les Olimpíades de Los Angeles. Hi va jugar tots sis partits, i va marcar nou gols.
Dotze anys més tard formà part de l'equip alemany que va acabar setè a les Olimpíades d'Atlanta. Hi va jutar tots sis partits, i hi marcà 23 gols.